# Owen Bonnici
Pour les articles homonymes, voir Bonnici.
Owen Bonnici, né le 24 mai 1980 à Żejtun, est un homme politique maltais, membre du Parti travailliste.

## Parcours politique
Membre de la Chambre des représentants depuis 2008, il est nommé ministre de la Justice, de la Culture et des Collectivités locales le 29 mars 2014 dans le premier gouvernement du Premier ministre travailliste Joseph Muscat à l'occasion d'un remaniement ministériel. Il est reconduit le 9 juin 2017.
À l'occasion de la formation du premier gouvernement de Robert Abela le 15 janvier 2020, il devient ministre de l'Éducation et de l'Emploi. Il est nommé ministre de la Recherche dix mois plus tard.